# San Francisco (Quezon)
San Francisco (Bayan ng San Francisco) är en kommun i Filippinerna. Kommunen ligger på ön Luzon, och tillhör provinsen Quezon. Folkmängden uppgår till 48 310 invånare.

## Barangayer
San Francisco är indelat i 16 barangayer.
| - Butanguiad - Casay - Cawayan I - Cawayan II - Huyon-Uyon - Ibabang Tayuman (Busdak) - Ilayang Tayuman - Inabuan | - Nasalaan - Pagsangahan - Poblacion - Pugon - Silongin - Don Juan Vercelos - Mabunga - Santo Niño |